# Knietzsche – Der kleinste Philosoph der Welt
Knietzsche – Der kleinste Philosoph der Welt (Alternativtitel: Knietzsche erklärt die Welt) ist eine deutsche Zeichentrickserie, die seit 2014 produziert wird und Kindern philosophische Fragestellungen näherbringen soll. Der Titel ist eine Kombination aus dem Namen des Philosophen Friedrich Nietzsche und dem ersten Buchstaben des Wortes „Kinder“ ab.

## Handlung
Die Serie dreht sich um den jungen Knietzsche, der seine Zeit gerne mit Nachdenken verbringt. Er versucht den jungen Zuschauern philosophische Sichtweise leicht verständlich näherzubringen.

## Produktion und Veröffentlichung
Die Serie wird seit 2012 von der deutschen Produktionsfirma vision X produziert und. Die Drehbücher schreibt Anja von Kampen. Die Figur Knietzsche entstand im Rahmen der ARD-Themenwoche 2012 und tauchte dort in der Sendung Hallo Tod! Was kommt das geht erstmals auf. Aus dieser Sendung entstand eine 8-teilige Reihe Magazin mit Knietzsche und Ben, welche in den darauffolgenden Jahren jeweils zur ARD Themenwoche mit einer neuen Folge erschien Zudem erschienen zwei Sonderausgaben, Hallo Tod! - Was kommt das geht und Hallo Tod! - Die letzte Reise
Die Erstausstrahlung fand am 24. Januar 2014 im Westdeutschen Rundfunk (WDR). Weitere Ausstrahlungen erfolgten ebenfalls auf SWR Fernsehen, Hr-fernsehen, KIKA, ARD-alpha und ORF eins. Zudem erschienen die vier Mitschnitte Philosophie für die Grundschule (24. Januar 2014), Knietzsche, der Medieninformant (15. September 2014), Denken ist Brausepulver für den Kopf (16. Januar 2015) und Denken macht stark (10. Februar 2016).

## Episodenliste

### Magazin mit Knietzsche und Ben
| Folgen-Nr. | Titel                                | Erstausstrahlung  |
| 1          | Hallo Tod – Was kommt das geht       | 18. November 2012 |
| 2          | Hallo Tod – Die letzte Reise         | 20. November 2012 |
| 3          | Hallo Tod – Schluss, aus und vorbei? | 20. November 2012 |
| 4          | Hallo Glück                          | 17. November 2013 |
| 5          | Hallo Toleranz                       | 16. November 2014 |
| 6          | Hallo Heimat                         | 4. Oktober 2015   |
| 7          | Hallo Arbeit                         | 23. Oktober 2016  |
| 8          | Hallo Glaube                         | 11. Juni 2017     |

### Staffel 1
| Folgen-Nr. | Nr. in der Staffel | Titel                            | Erstausstrahlung |
| 1          | 01                 | Knietzsche und das Ich           | 24. Januar 2014  |
| 2          | 02                 | Knietzsche und die Freundschaft  | 24. Januar 2014  |
| 3          | 03                 | Knietzsche und die Wahrheit      | 24. Januar 2014  |
| 4          | 04                 | Knietzsche und die Schönheit     | 24. Januar 2014  |
| 5          | 05                 | Knietzsche und das Gewissen      | 24. Januar 2014  |
| 6          | 06                 | Knietzsche und die Angst         | 24. Januar 2014  |
| 7          | 07                 | Knietzsche und Gut & Böse        | 24. Januar 2014  |
| 8          | 08                 | Knietzsche und das Schicksal     | 24. Januar 2014  |
| 9          | 09                 | Knietzsche und die Gerechtigkeit | 24. Januar 2014  |
| 10         | 10                 | Knietzsche und die Freiheit      | 24. Januar 2014  |

### Staffel 2
| Folgen-Nr. | Nr. in der Staffel | Titel                                             | Erstausstrahlung |
| 11         | 01                 | Knietzsche und das Glück – Das kleine Glück       | 15. Januar 2015  |
| 12         | 02                 | Knietzsche und das Glück – Das große Glück        | 15. Januar 2015  |
| 13         | 03                 | Knietzsche und das Glück – Das geteilte Glück     | 15. Januar 2015  |
| 14         | 04                 | Knietzsche und der Tod – Was kommt, das geht      | 15. Januar 2015  |
| 15         | 05                 | Knietzsche und der Tod – Die letzte Reise         | 15. Januar 2015  |
| 16         | 06                 | Knietzsche und der Tod – Schluss, aus und vorbei? | 15. Januar 2015  |

### Staffel 3
| Folgen-Nr. | Nr. in der Staffel | Titel                            | Erstausstrahlung |
| 17         | 01                 | Knietzsche und der Mut           | 16. Januar 2015  |
| 18         | 02                 | Knietzsche und die Kunst         | 16. Januar 2015  |
| 19         | 03                 | Knietzsche und die Gefühle       | 16. Januar 2015  |
| 20         | 04                 | Knietzsche und die Zeit          | 16. Januar 2015  |
| 21         | 05                 | Knietzsche und die Phantasie     | 16. Januar 2015  |
| 22         | 06                 | Knietzsche und das Lernen        | 16. Januar 2015  |
| 23         | 07                 | Knietzsche und die Wut           | 16. Januar 2015  |
| 24         | 08                 | Knietzsche und das Leben         | 16. Januar 2015  |
| 25         | 09                 | Knietzsche und die Verantwortung | 16. Januar 2015  |

### Staffel 4
| Folgen-Nr. | Nr. in der Staffel | Titel                           | Erstausstrahlung |
| 26         | 01                 | Knietzsche und die Erinnerung   | 10. Februar 2016 |
| 27         | 02                 | Knietzsche und die Peinlichkeit | 10. Februar 2016 |
| 28         | 03                 | Knietzsche und die Privatsphäre | 10. Februar 2016 |
| 29         | 04                 | Knietzsche und die Ernährung    | 10. Februar 2016 |
| 30         | 05                 | Knietzsche und die Neugier      | 10. Februar 2016 |
| 31         | 06                 | Knietzsche und die Sprache      | 10. Februar 2016 |
| 32         | 07                 | Knietzsche und das Mobbing      | 10. Februar 2016 |
| 33         | 08                 | Knietzsche und das Vertrauen    | 10. Februar 2016 |
| 34         | 09                 | Knietzsche und die Hoffnung     | 10. Februar 2016 |

### Staffel 5
| Folgen-Nr. | Nr. in der Staffel | Titel                          | Erstausstrahlung  |
| 35         | 01                 | Knietzsche und der Unterschied | 13. November 2016 |
| 36         | 02                 | Knietzsche und die Anderen     | 20. November 2016 |
| 37         | 03                 | Knietzsche und die Toleranz    | 20. November 2016 |
| 38         | 04                 | Knietzsche und das Talent      | 27. November 2016 |
| 39         | 05                 | Knietzsche und die Heimat      | 4. Dezember 2016  |
| 40         | 06                 | Knietzsche und das Heimweh     | 11. Dezember 2016 |
| 41         | 07                 | Knietzsche und das Zuhause     | 18. Dezember 2016 |
| 42         | 08                 | Knietzsche und die Arbeit      | 25. Dezember 2016 |
| 43         | 09                 | Knietzsche und das Geld        | 1. Januar 2017    |
| 44         | 10                 | Knietzsche und die Information |                   |